# Jeanette
Jeanette er et oprindeligt fransk pigenavn. Det er en dimimutiv form af Jeanne, som er den feminine form af Jean som er den franske form af Johannes. Navnet betyder "Gud er nådig".
Navnet har mange alternative skrivemåder, bl.a. Jeannette, Janet, Janeth, Janett, Janette, Jannet, Jannit, Jeanet, Jeaneth, Jeanett, Jeannet, Jeannett, Zsanett og Žanet. Formen Janet kan ud over at være en skrivemåde af Jeanette også være en engelsk kæleform af Jane.

## Kendte personer med navnet
- Jeanette Dyrkjær (1963–2011), dansk nøgenmodel.
- Jeanette Ottesen (født 1987), dansk elitesvømmer.
- Jeanette Haga Holgersen (født 1990), norsk håndboldspiller.
- Jeanette Binderup-Schultz (født 1967), dansk skuespiller, danser og koreograf.
- Jeanette Hedeager (født 1991), dansk atlet.
- Janet Baker (født 1933), engelsk sangerinde.
- Janet Jackson (født 1966), amerikansk sangerinde og skuespiller.
- Janet Frame (1924–2004), newzealandsk forfatterinde.
- Janet Jagan (1920–2009), guyansk præsident.
- Janet Gaynor (1906–1984), amerikansk skuespiller.
- Janet Leigh (1927–2004), amerikansk skuespiller.
- Janet McTeer (født 1961), engelsk skuespiller.
- Janet Napolitano (født 1957), amerikansk tidligere guvernør.
- Janet Reno (1938−2016), amerikansk jurist.
- Janette Husárová (født 1973), slovakisk tennisspiller.

### Fiktive personer
- Janet Sosna fra tv-serien Beverly Hills 90210.